# Ortografía del ido
El ido emplea el alfabeto latino sin diacríticos.

## Historia
Cuando Zamenhof creó el esperanto, utilizó como base el alfabeto latino, pero quitando las letras Q, X e Y (la W fue usada en el Proto-Esperanto). Aunque él conocía también los alfabetos cirílico, griego y hebreo, prefirió el latino porque es el más conocido de nuestro tiempo, ya que se ocupa en la mayor parte de Europa, en América, en el África Subsahariana y las islas del Océano Pacífico.
Zamenhof se esmeró porque su alfabeto fuera fonémico, esto es, que a cada fonema le correspondiera una letra. La idea de cambiar los dígrafos, como el «ch» del francés para «ŝ» o el «sz» del húngaro para «s», dio origen a las letras con diacríticos, o como se las llama en esperanto ĉapelitaj literoj (letras con sombrero). Los supersignos muestran sonidos que no estaban originalmente en el alfabeto latino.
En el período del proto-esperanto, Zamenhof usó signos inspirados en la ortografía polaca, pero finalmente se decidió a utilizar el circunflejo (francés) como una bella manera de formar las letras necesarias en esperanto: Ĉ, ĉ, Ĝ, ĝ, Ĥ, ĥ, Ĵ, ĵ, Ŝ, ŝ. El diacrítico para la ŭ fue tomado del alfabeto cirílico, es llamado «luneto» y sirve para mostrar la semivocal.
Sin embargo, estos diacríticos no constaban en las máquinas de escribir y ni siquiera aparecen en los teclados actuales. Son, por lo tanto, difíciles de mostrar en textos escritos en esperanto. En un principio, los textos eran escritos a máquina y más tarde se añadían los símbolos a mano una vez impresa la hoja de texto. Después de las reuniones llevadas a cabo por la Delegación para la adopción de una lengua internacional, se decidió eliminar el alfabeto del esperanto y utilizarse el alfabeto latino sin diacríticos, que era un alfabeto internacional.

## El alfabeto
25 letras son idénticas a las del alfabeto español (ñ se omite).El alfabeto completo es como sigue:
| A | B | C | D | E | F | G | H | I | J | K | L | M | N | O | P | Q | R | S | T | U | V | W | X | Y | Z |
| a | b | c | d | e | f | g | h | i | j | k | l | m | n | o | p | q | r | s | t | u | v | w | x | y | z |

El ido además consta de dos dígrafos: ch y sh.

## Equivalencia con el Alfabeto Fonético Internacional
A continuación se muestra la correspondencia entre las letras del alfabeto del ido y el alfabeto fonético internacional:
| b  | [b] |  | a | [a] |
| c  | [ʦ] |  | e | [e] |
| ch | [ʧ] |  | i | [i] |
| d  | [d] |  | o | [o] |
| f  | [f] |  | u | [u] |
| g  | [g] |  |   |     |
| h  | [h] |  |   |     |
| j  | [ʒ] |  |   |     |
| k  | [k] |  |   |     |
| l  | [l] |  |   |     |
| m  | [m] |  |   |     |
| n  | [n] |  |   |     |
| p  | [p] |  |   |     |
| r  | [ɾ] |  |   |     |
| s  | [s] |  |   |     |
| sh | [ʃ] |  |   |     |
| t  | [t] |  |   |     |
| v  | [v] |  |   |     |
| y  | [j] |  |   |     |
| z  | [z] |  |   |     |